# Ільці
І́льці — село в Україні, у Верховинській селищній громаді Верховинського району Івано-Франківської області, розташоване на відстані 145 км від міста Івано-Франківськ. Село розташоване на висоті 652 м над рівнем моря.

## Географія
Селом протікають річки Жаб'ївська та Ільця — права і ліва притоки Чорного Черемоша.
Село складається із присілків : Флесівка, Голиці, Центр, Фірас, Підпогар, Великий Затінок та Малий Затінок. До Ільцівського старостату належить також невелике с. Ходак. 
Із села можна піднятись на гору Погар (1320 м), звідки відкривається мальовничий краєвид на місцевість та Чорногірський хребет.

## Історія
Перша згадка про село Ільці датується 1745 роком. Дослідники назви села вважають, що назва походить від річки Ільця (або ж Ільцівка), яка бере свій початок у Волові. Саме тут проживав за народними переказами ватажок опришків Ілюк. Відомості про історію села скупі, відомо, що до 1962 року Ільці входило до складу Жаб'є (теперішньої Верховини), а з 1993 р. відокремилося в окрему адміністративну одиницю.
12 червня 2020 року, відповідно до Розпорядження Кабінету Міністрів України  № 714-р «Про визначення адміністративних центрів та затвердження територій територіальних громад Івано-Франківської області», увійшло до складу Верховинської селищної громади.
19 липня 2020 року, в результаті адміністративно-територіальної реформи та ліквідації Верховинського району, село увійшло до складу новоутвореного Верховинського району.

## Населення
У селі Ільці, за свідченнями очевидців, проживало на початку XIX століття приблизно 10 родин євреїв.
Згідно з переписом УРСР 1989 року чисельність наявного населення села становила 1484 особи, з яких 685 чоловіків та 799 жінок.
За переписом населення України 2001 року в селі мешкало 1649 осіб.

### Мова
Розподіл населення за рідною мовою за даними перепису 2001 року:
| Мова       | Кількість | Відсоток |
| ---------- | --------- | -------- |
| українська | 1646      | 99.58%   |
| російська  | 7         | 0.42%    |
| Усього     | 1653      | 100%     |

## Музеї
- У селі знаходиться сучасний візит-центр. Експозиція в музеї відображає багатство природи Карпат, його флори і фауни, явищ та фактів.

- Музей, який заснувала в селі Галинка Верховинка у власній садибі. У музеї зібрані вишиванки та предмети побуту з усієї Гуцульщини. Також у садибі можна придбати місцеві сувеніри: збірники віршів поетеси, сушені яблука, традиційні обручі, запашний мед та інше.

- Музей грибів [9], куди запрошують дізнатись про особливості грибів та зготувати грибну юшку.

## Відомі мешканці
- Дмитро Білінчук (1919-1953) — військовий діяч, командир сотні УПА ім.Богдана Хмельницького в курені «Перемога», референт СБ Косівського надрайонного проводу ОУНР, лицар Бронзового хреста бойової заслуги УПА.
- Білінчук Михайло Дмитрович — політв'язень, учасник Норильского повстання.
- Галинка Верховинка [10] (справжнє ім'я — Галина Яцентюк, 1962) — українська поетеса, збирачка народного фольклору і карпатської старовини
- Ткачук Микола Васильович (1990—2015) — вояк ЗСУ, загинув під час російсько-української війни. 30 вересня 2016 року в Ільцівській ЗОШ відкрито пам'ятну дошку випускнику Миколі Ткачуку.

## Галерея

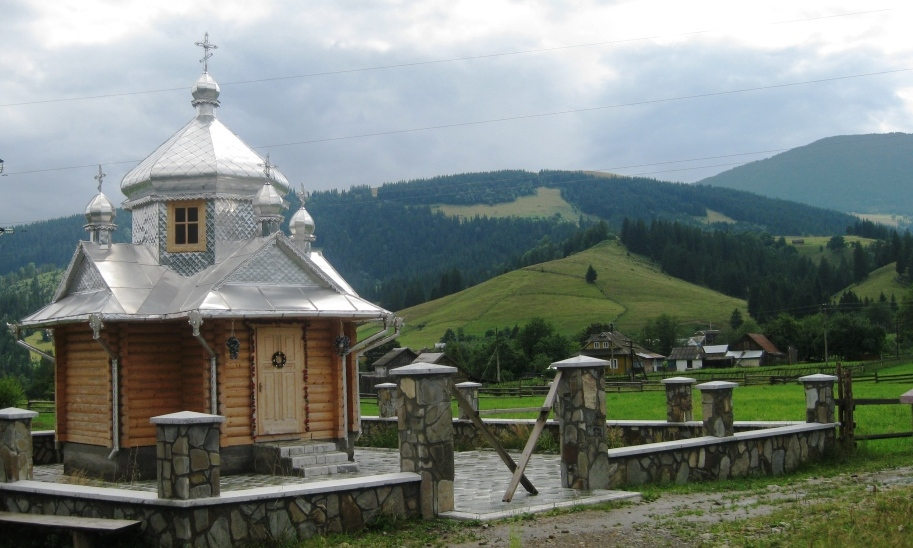
Каплиця в Ільцях
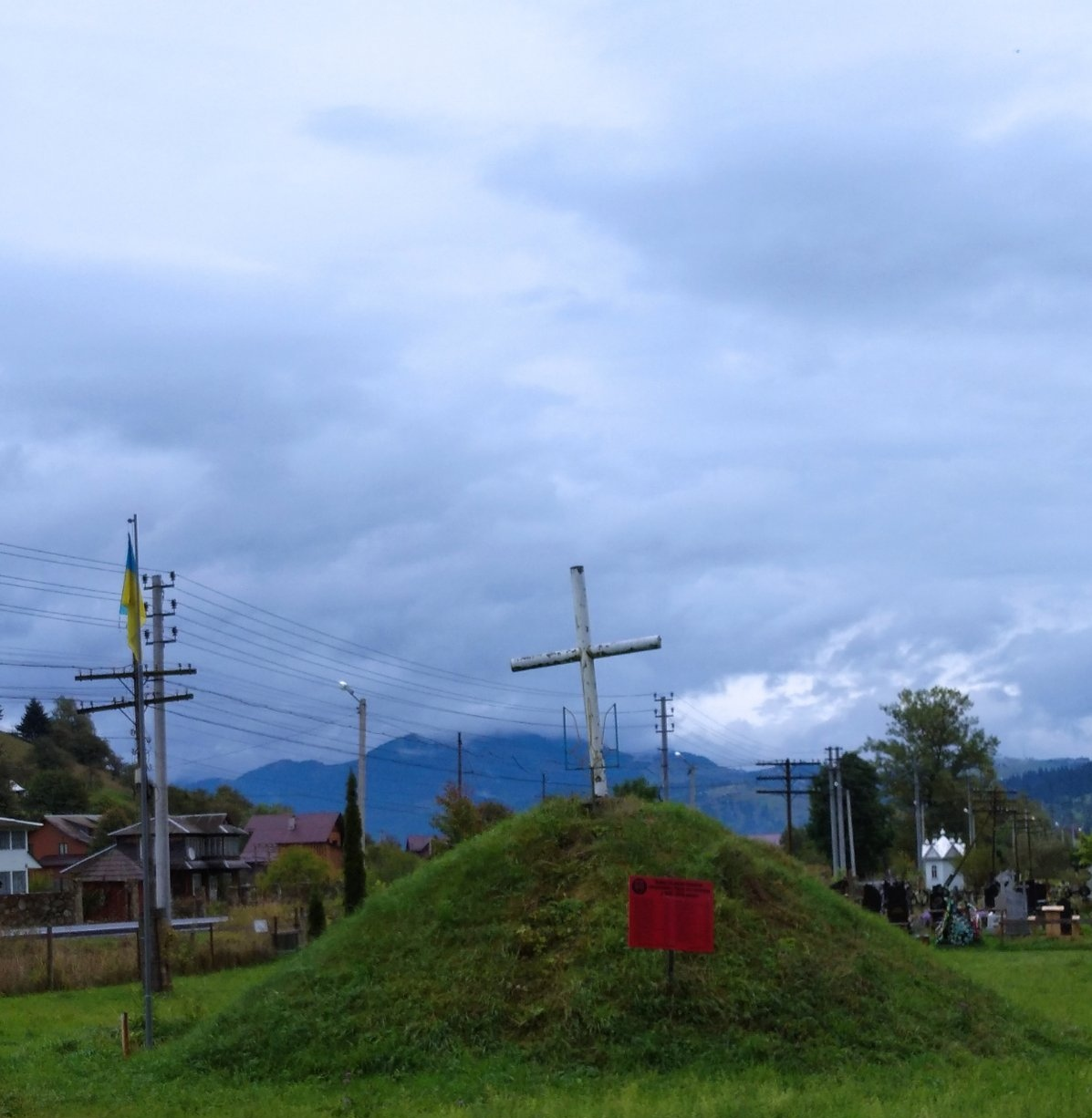
Символічна могила вояків УСС